# Nisοi Despοtiko kai Strοggylo kai Thalassia Zoni
Nisοi Despοtiko kai Strοggylo kai Thalassia Zoni este o arie protejată (arie specială de conservare — SAC, sit de importanță comunitară — SCI) din Grecia întinsă pe o suprafață de 1.858,34 ha, integral pe uscat.

## Localizare
Centrul sitului Nisοi Despοtiko kai Strοggylo kai Thalassia Zoni este situat la coordonatele 36°57′38″N 24°59′41″E / 36.960504°N 24.994825°E.

## Înființare
Situl Nisοi Despοtiko kai Strοggylo kai Thalassia Zoni a fost declarat sit de importanță comunitară în august 1996 pentru a proteja un număr necunoscut de specii din flora spontană și fauna sălbatică aflate în arealul zonei. Situl a fost protejat și ca arie specială de conservare în martie 2011.

## Biodiversitate
Situată în ecoregiunile marină mediteraneană și mediteraneană, aria protejată conține 9 habitate naturale: Straturi cu Posidonia (Posidonion oceanicae), Recifuri, Faleze cu vegetație de Limonium spp. endemic de pe coastele mediteraneene, Dune de coastă cu Juniperus spp., Râuri mediteraneene cu debit intermitent, cu specii de Paspalo-Agrostidion, Matorral arborescenți cu Juniperus spp., Sarcopoterium spinosum phryganas, Pante stâncoase calcaroase cu vegetație casmofită, Peșteri marine scufundate complet sau parțial.
La baza desemnării sitului se află un număr nedeclarat de specii protejate.
Pe lângă speciile protejate, pe teritoriul sitului au mai fost identificate 1 specie de nevertebrate.